# Черныш (птица)
Черныш (лат. Tringa ochropus) — вид птиц семейства бекасовых (Scolopacidae).

## Внешний вид
Черныш достигает длины 21—24 см и массы от 53 до 119 г, а размах крыльев — от 57 до 61 см. Его телосложение выглядит немного неуклюже, клюв короткий и чёрный. Оперение на верхней стороне тела коричневое с точечным узором, который в зимнее время выражен слабо. На голове и шее также имеются серо-коричневые мазки. Широкое белое основание и чёрный кончик хвоста характерны для черныша. В полёте снизу виден белый хвост и тёмные крылья, ноги слегка выдаются за край хвоста.

## Распространение
Черныш гнездится летом в хвойных лесах от Скандинавии до Сибири. Он предпочитает просторные и влажные леса, а также болота. Пребывание в ареале гнездования ограничивается высиживанием яиц и длится всего два месяца. При перелёте черныши могут останавливаться даже у самых небольших водоёмов. Зиму они проводят в умеренных широтах, однако большую часть года встречаются в Центральной Африке и Южной Азии.

## Поведение
Черныш активен в сумеречное время. Для него характерно постоянное качание хвостом. Часто садится на деревья. Обычная позывка черныша — односложное и мягкое «твинь», обычно звучащее во время поиска корма. К добыче черныша относятся водные насекомые, ракообразные и небольшие рыбы.

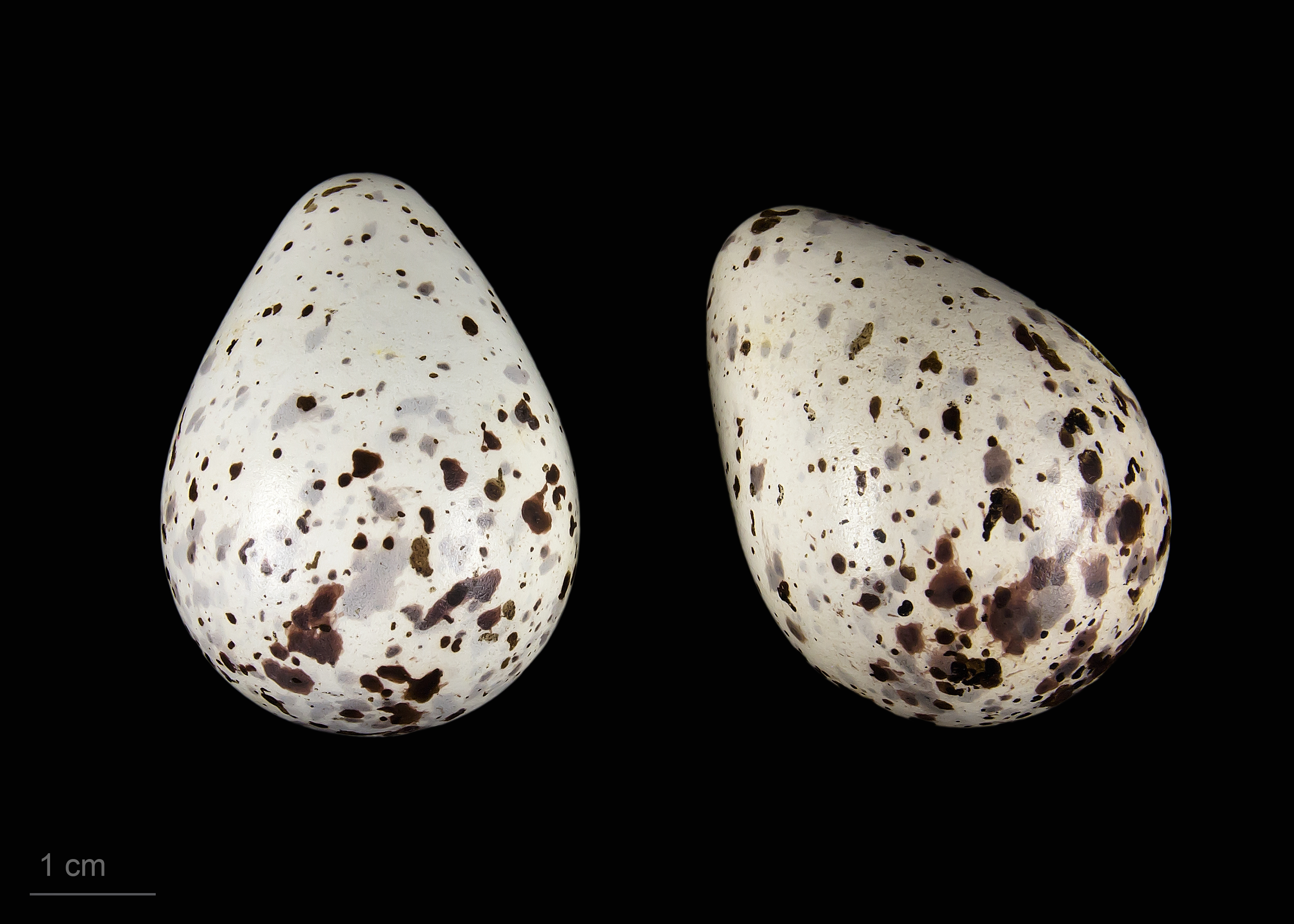
яйцо Tringa ochropus - Тулузский музей

В отличие от большинства представителей отряда ржанкообразных, черныш гнездится не прямо на земле, а занимает покинутые гнёзда дроздов, особенно рябинников. Вскоре после появления на свет, птенцы, которых насчитывается от трёх до четырёх, покидают гнездо, но остаются ещё некоторое время вблизи родителей. Продолжительность жизни чернышей составляет от 8 до 11 лет.